# Turn Back
Turn Back — третий студийный альбом американской рок-группы Toto, изданный в 1981 году.

## Об альбоме
Turn Back стал самым непопулярным альбомом Toto за всю историю их существования. Группа пыталась найти свой собственный стиль, отличительный от других коллективов.
Во время записи музыканты вдохновлялись творчеством британской рок-группы Queen, а продюсером их альбома стал Джефф Уоркмен. Композиция «Live for Today» была написана в одиночку Стивом Люкатером. Однако на следующих релизах, кроме Toto IV, где он единолично написал песню «I Won't Hold You Back», и Isolation, для которого гитарист сочинил «How Does It Feel», выступал исключительно в качестве соавтора.
Сам Люкатер был доволен экспериментальным звучанием, которое, по его мнению, получилось странным, но отличным от предыдущих работ коллектива. Хотя, в целом, диск получился неуспешным в коммерческом плане, критиками был встречен прохладно. Они отмечали, что музыканты не смогли создать своё единое индивидуальное звучание, а композиции, находящиеся на пластинке, не запоминаются. По данным газеты Sarasota Herald-Tribune на 1982 год, мировой тираж альбома составил 900 000 экземпляров.

## Список композиций
| №  | Название                 | Автор(ы)                                   | Вокал   | Длительность |
| -- | ------------------------ | ------------------------------------------ | ------- | ------------ |
| 1. | «Gift with a Golden Gun» | Дэвид Пейч, Бобби Кимболл                  | Кимболл | 4:00         |
| 2. | «English Eyes»           | Пейч, Кимболл, Джефф Поркаро, Стив Поркаро | Кимболл | 6:11         |
| 3. | «Live for Today»         | Стив Люкатер                               | Люкатер | 4:00         |
| 4. | «A Million Miles Away»   | Пейч                                       | Кимболл | 4:26         |

| №  | Название                            | Автор(ы)         | Вокал   | Длительность |
| -- | ----------------------------------- | ---------------- | ------- | ------------ |
| 1. | «Goodbye Elenore»                   | Пейч             | Кимболл | 4:52         |
| 2. | «I Think I Could Stand You Forever» | Пейч             | Люкатер | 5:25         |
| 3. | «Turn Back»                         | Кимболл, Люкатер | Кимболл | 3:58         |
| 4. | «If It's the Last Night»            | Пейч             | Люкатер | 4:28         |

## Чарты
| Год  | Страна   | Позиция |
| ---- | -------- | ------- |
| 1981 | Германия | 39      |
| 1981 | Норвегия | 4       |
| 1981 | США      | 41      |
| 1981 | Швеция   | 16      |
| 2005 | Япония   | 188     |

| Год  | Сингл            | Страна | Позиция |
| ---- | ---------------- | ------ | ------- |
| 1981 | «Live for Today» | США    | 40      |

## Участники записи
Toto
- Дэвид Хангейт — бас-гитара, акустическая гитара в «I Think I Could Stand You Forever»
- Бобби Кимболл — вокал, бэк-вокал
- Стив Люкатер — гитара, вокал, бэк-вокал
- Дэвид Пейч — клавишные, бэк-вокал
- Джефф Поркаро — ударные, перкуссия
- Стив Поркаро — клавишные, бэк-вокал

Другие музыканты
- Ральф Дайк, Роджер Линн — синтезаторы
- Тони Лейн — обложка альбома, дизайн
- Джордж Марино — мастеринг
- Джефф Уоркмен — звукорежиссёр, продюсер, микширование
- Джон Вивер — звукорежиссёр